# Gustavo Reggi
Gustavo Reggi est un joueur de football argentin né à San Martin dans la province de Mendoza en Argentine.
Il joue actuellement à CD Castellón

## Palmarès
- Meilleur buteur du championnat d'Argentine d'Apertura en 1997 (Club Ferro Carril Oeste).